# Cimasarun
La Cimasarun, autrefois Cimasalazienne est une compétition de trail organisée chaque année depuis 1995 sur l'île de La Réunion, département d'outre-mer français dans l'océan Indien. Elle doit son nom au fait que son parcours emprunte les sentiers passant par les trois grands cirques naturels de l'île : Cilaos, Mafate et Salazie.
Selon les années, le départ de la course se fait à Cilaos ou à Salazie.

## Palmarès

### Hommes
| Date | Athlète                           | Nationalité | Temps           |
| ---- | --------------------------------- | ----------- | --------------- |
| 2012 | Jeannick Sery Jean-Pierre Grondin | France      | 6 h 14 min 36 s |
| 2011 | Jeannick Sery                     | France      | 6 h 34 min 21 s |
| 2010 | Jeannick Sery                     | France      | 6 h 23 min 49 s |
| 2009 | Élysée Boyer                      | France      | 6 h 32 min 44 s |
| 2008 | Wilfrid Ouledi                    | France      | 6 h 25 min 18 s |
| 2007 | Didier Mussard                    | France      | 6 h 27 min 16 s |
| 2006 | Didier Mussard                    | France      | 6 h 19 min 28 s |
| 2005 | Didier Mussard Charles Fontaine   | France      | 6 h 47 min 00 s |
| 2004 | Pascal Grondin                    | France      | 6 h 04 min 54 s |
| 2003 | Richeville Esparon                | France      | 6 h 04 min 54 s |
| 2002 | Benoît Grondin                    | France      | 5 h 46 min 00 s |
| 2001 | Benoît Grondin                    | France      | 5 h 36 min 58 s |

### Femmes
| Date | Athlète                   | Nationalité | Temps           |
| ---- | ------------------------- | ----------- | --------------- |
| 2012 | Martine Maillot           | France      | 8 h 30 min 19 s |
| 2011 | Hélène Haegel             | France      | 8 h 04 min 52 s |
| 2010 | Martine Maillot           | France      | 8 h 38 min 59 s |
| 2009 | Marcelle Puy              | France      | 7 h 57 min 47 s |
| 2008 | Maud Combarieu            | France      | 8 h 27 min 32 s |
| 2007 | Marie Gabrielle Glasenapp | France      | 8 h 57 min 12 s |
| 2006 |                           | France      |                 |
| 2005 | Sylvie Moulin             | France      | 9 h 03 min      |
| 2004 | Margot Hoarau             | France      | 8 h 30 min      |
| 2003 | Margot Hoarau             | France      | 8 h 22 min      |
| 2002 | Margot Hoarau             | France      |                 |